# Jan Sviták
Jan Sviták (Jan Evangelista Václav Sviták, 27. prosince 1895 Plzeň – 10. května 1945 Praha) byl český herec, režisér, scenárista a filmový manažer.

## Rodinný a osobní život
Narodil se v rodině úředníka v plzeňské Škodovce, od mládí se věnoval sportu. 
V období první světové války odjel do Puly, kde nastoupil do námořnické školy. Zde přežil potopení bitevní lodi Wien dne 10. prosince 1917 u Terstu, zasažené italským torpédem. Obdržel vyznamenání Za statečnost.
První Svitákovou manželkou byla Marie Černá, vzali se v roce 1929. 
Druhou Svitákovou manželkou byla od roku 1935 herečka Vilma Beranová (nar. 1907), se kterou měl syna Milana Svitáka. I toto manželství skončilo rozvodem, Vilma se poté provdala za reportéra dr. Františka Kocourka a společně syna Milana vychovávali. Kocourek za 2. světové války zahynul v koncentračním táboře Osvětim-Birkenau, Vilma přežila pobyt v Terezíně.
Na konci války žil Jan Sviták s bývalou herečkou slovenského Národního divadla Marií Paulovou v luxusním bytě na nábřeží Vltavy (palác Bellevue, Smetanovo nábřeží 330/16).

## Filmová a herecká kariéra
Po skončení první světové války se Sviták stal profesionálním hercem – nejprve působil v divadelní společnosti Karla Šotty, mezi léty 1921–1928 hostoval rovněž v Divadle na Vinohradech a v Národním divadle na pozvání Karla Huga Hilara. Později působil v Bratislavě ve slovenském Národním divadle, se kterým hostoval úspěšně i ve Vídni.
Pod vedením režiséra Josefa Rovenského se začal věnovat divadelní režii. Působil jako herec a režisér i v divadle Vlasty Buriana.
Již v roce 1928 se poprvé objevil jako herec ve filmu Podskalák.

## Činnost za II. světové války
Na počátku okupace se stal vedoucím filmového klubu v pražské Lucerně, vedle toho působil jako producent a ředitel filmových ateliérů Foja v Praze-Radlicích, za jeho ředitelování zde bylo natočeno třicet filmů, mj. zde sám v roce 1941 režíroval svůj poslední film Přednosta stanice s Vlastou Burianem v hlavní roli.
Působil také ve vedení filmové ústředny Filmprüfstelle, která schvalovala scénáře k natáčení a rozhodovala o povolení filmů k distribuci. Na konci roku 1944, po nasazení herců na pomoc výrobě, dohlížel Sviták dle svědectví herců Járy Kohouta a Zdeny Sulanové na práci v dílně v ulici Na Poříčí.
V této době se začalo hovořit o Svitákově kolaboraci s nacisty. Žádná pozdější vyšetřování však nepřineslo důkazy o takové Svitákově činnosti, která by škodila komukoliv z české filmové a herecké branže – Sviták naopak svých styků s nacisty využíval k pomoci jiným (například podle svědectví spisovatelky a divadelní herečky Jarmily Svaté a Svitákova syna Milana), a to včetně pomoci pro zatčené a uvězněné osoby. Touto pomocí by bývalo možné v řádném vyšetřování doložit Svitákovu odbojovou činnost (například podle svědectví Svitákova synovce Viléma). Nelze vyloučit, že Sviták v té době byl spolupracovníkem britské rozvědky.
V samém závěru války ho příbuzní a spolupracovníci vyzývali, aby uprchl z Prahy a skryl se v americké okupační zóně. Sviták to však odmítal s tím, že se nemá čeho bát.

## Smrt
V závěru Pražského povstání, 9. května 1945 ráno, do režisérova bytu na Smetanově nábřeží vtrhli příslušníci Revolučních gard (vedení Svitákovým náměstkem z filmové ústředny), vyvlekli ho na ulici a deportovali na policejní ředitelství do Bartolomějské ulice č. 4. Sviták se v průběhu tohoto excesu choval klidně a jen se snažil domoci telefonu, pravděpodobně aby si zajistil někoho z britské rozvědky, kdo by dosvědčil jeho spolehlivost. To mu však bylo odepřeno jak během cesty, tak i v průběhu jeho pozdější dočasné internace na policejní stanici.
10. května 1945 ráno Svitáka vyšetřovatel vypustil na ulici jen ve spodním prádle. Tam již aktivně vystupovali Svitákovi bývalí kolegové z filmové ústředny, kteří proti němu zorganizovali lynč. Rozvášněný dav poté bosého a polonahého režiséra za stálého urážení a bití strkal a vláčel téměř půl kilometru, z Bartolomějské ulicí Karoliny Světlé na Národní třídu a průchodem u paláce Platýz ke kostelu svatého Martina ve zdi. Poté, co Svitáka jedna herečka veřejně obvinila z podílu na smrti hudebního skladatele Karla Hašlera, dav angažoval kolemjdoucího mladičkého rudoarmějce, aby Svitákovi prostřelil hlavu dávkou ze samopalu.

## Po smrti
Když se o smrti Jana Svitáka dozvěděla jeho bývalá žena Vilma Kocourková-Svitáková, nechala tělo převézt do krematoria v Motole. Urna s popelem byla později uložena v rodinném hrobě v Plzni.
Svitákův luxusní byt vzápětí využíval sovětský maršál Ivan Stěpanovič Koněv a jeho štáb.
Syn Karla Hašlera, herec a režisér Zdeněk Miloš (Giňa) Hašler, v protokolu ze 3. září 1945 uvedl, že pokládá za vyloučené, že by jeho otce měl udat Jan Sviták. Podle režiséra Otakara Vávry organizátoři lynče chtěli zabránit tomu, aby Sviták mohl svědčit právě o jejich vlastní kolaboraci.
Vyšetřování bylo definitivně ukončeno poté, co prezident Edvard Beneš vydal 27. října 1945 Dekret presidenta republiky č. 138/1945 Sb., o trestání některých provinění proti národní cti.

## Výběr z díla

### Režisér, film
- Anita v ráji (1934)
- Dokud máš maminku (1934)
- Grandhotel Nevada (1934)
- Život vojenský – život veselý (1934)
- Milan Rastislav Štefánik (1935)
- Pan otec Karafiát (1935)
- Divoch (1936)
- Divoch (německá verze) (1936)
- Rozvod paní Evy (1937)
- Srdce na kolejích (1937)
- Třetí zvonění (1938)
- Srdce v celofánu (1939)
- U svatého Matěje (1939)
- Poslední Podskalák (1940)
- Přednosta stanice (1941)

### Herec, film
- Podskalák (1928), role: plavčík Tonda
- Hříšná krev (1929)
- Plukovník Švec (1929)
- Tonka Šibenice (1930)
- Aféra plukovníka Redla (1931)
- Karel Havlíček Borovský (1931)
- Miláček pluku (1931)
- On a jeho sestra (1931)
- Psohlavci (1931)
- Pudr a benzín (1931)
- Třetí rota (1931)
- Extase (1932)
- Extase (rakouská verze, 1932)
- Funebrák (1932)
- Lelíček ve službách Sherlocka Holmese (1932)
- Malostranští mušketýři (1932)
- Načeradec král kibiců (1932)
- Její lékař (1933)
- Řeka (1933)
- Štvaní lidé (1933)
- Záhada modrého pokoje (1933)
- Dokud máš maminku (1934)
- Za řádovými dveřmi (1934)
- Život vojenský – život veselý (1934)
- Hrdina jedné noci (1935)
- Jánošík (1935)
- Irčin románek (1936)
- Páter Vojtěch (1936)
- Hrdinové hranic (1938)
- Píseň lásky (1940)

### Herec, divadlo
- 1935 P. O. Hviezdoslav: Herodes a Herodias, titulní role, slovenské Národní divadlo, režie V. Jiřikovský